# Старосолянська селищна рада
Старосолянська селищна рада — орган місцевого самоврядування у Самбірському районі Львівської області. Адміністративний центр — селище міського типу Стара Сіль.

## Загальні відомості
Старосолянська селищна рада утворена в 1939 році.

## Населені пункти
Селищній раді підпорядковані населені пункти:
- смт Стара Сіль
- с. Стара Ропа
- с. Тварі

## Склад ради
Рада складається з  депутатів та староста .

### Керівний склад попередніх  і теперішніх скликань
| ПІБ                     | Основні відомості                                                | Дата обрання | Дата звільнення |
| ----------------------- | ---------------------------------------------------------------- | ------------ | --------------- |
| Фолис Олег Дмитрович    | Селищний голова, 1960 року народження, освіта вища, безпартійний | 26.03.2006   | 31.10.2010      |
| Фолис Олег Дмитрович    | Селищний голова, 1960 року народження, освіта вища, безпартійний | 31.10.2010   | 30.12.2020      |
| Басараб Ігор Богданович | Староста 09.09.1983 року народження                              | 1.01.2021    |                 |

Примітка: таблиця складена за даними джерела